# Ville Tommos

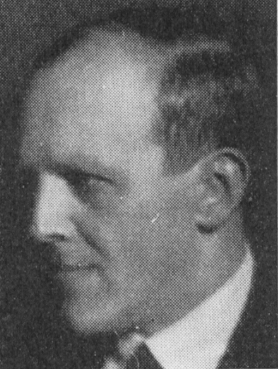
Ville Tommos

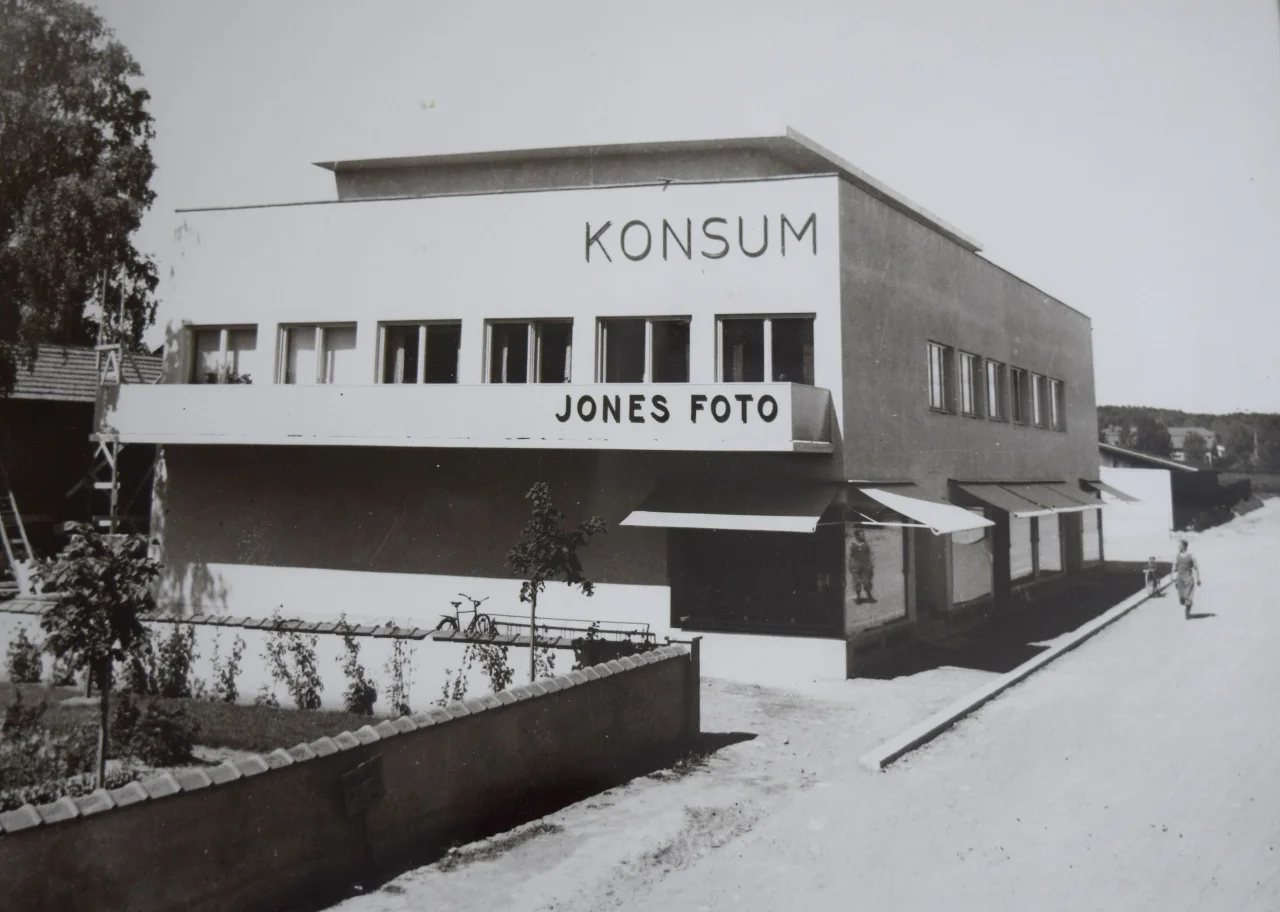
Konsumbyggnaden, Leksand från 1932. Foto av Anders Jones, som också hade fotoateljë i byggnaden

Ville Tommos, (egentligen John Wilhelm Tommos) född 27 april 1897 i Stockholm, död 27 april 1968 i Stockholm, var en svensk arkitekt.
Ville Tommos tog studentexamen i Stockholm 1916 och utbildade sig till arkitekt  mellan 1916 och 1918 vid KTH och 1924 vid Kungliga Konsthögskolan i Stockholm. Åren 1925–1943 var han anställd arkitekt och senare avdelningschef på konsumentägda KFAI i Stockholm, där han hörde till Eskil Sundahls närmare krets. 
Tillsammans med kollegerna Erik Fylking och Eric Uppling utarbetade Tommos redan 1939 flera idérika förslag för Folkets hus i Karlskoga. Byggnaden fullbordades först på 1950-talet. Tommos stod som arkitekt för bland annat Skansens populära dansbana Galejan, som invigdes på valborgsmässoafton 1937 och för friluftsteatern i Folkets park, Grängesberg  Han ritade Folkets Park i Skoghall och Hofors och en sommarteater i Härnösand. I Hofors ritade han även Folkets hus. För KF utförde han vidare butiks- och bostadshus i Leksand och Norberg, lagerhus i Luleå, charkuterifabriker i Ludvika och Luleå, butikshus i Akureyri på Island samt en folkskolebyggnad i Bergby. 
Ville Tommos vann tävlingen om Göteborgs konserthus men hans förslag utfördes inte.
Efter tiden på KFAI var han verksam som delägare på Tommos, Uppling, Fylking Arkitektkontor  i Stockholm där han bland annat ritade 1945 en tryckeribyggnad i Linköping, 1952 en tryckeribyggnad i Visby (numera lokaler för Radio Gotland) och 1950 en uppmärksammad kiosk vid Uddevalla Folkets park.
År 1932 blev han ledamot i Svenska teknologföreningen. Ville Tommos är begravd på Djursholms begravningsplats.